# Muebles La Reconquista
Muebles La Reconquista es un edificio de estilo modernista de la ciudad española de Melilla, situado en la calle Cardenal Cisneros y forma parte del Conjunto Histórico Artístico de la Ciudad de Melilla, un Bien de Interés Cultural.

## Historia
Fue construido sobre 1910 por Enrique Nieto para la ser la sede del taller, almacén y tienda de muebles de la compañía La Reconquista, propietaria de los Almacenes La Reconquista.

## Descripción
Está dividida en dos partes, portales idénticos, cada una ocupa una esquina y su entrada se dispone en las calles laterales, Lope de Vega y Sor Alegría y constando cada  de planta baja y principal. Está construido con paredes de mampostería de piedra local y ladrillo macizo y vigas de hierro que soportan  bovedillas del mismo ladrillo en los techos.
Su fachada principal es sencilla, pero elegante, sobre unos bajos con arcos planos con molduras circulares, se sitúa una planta principal con un balcón corrido en el centro y balcones a sus lados, a los que se accede desde ventanas enmarcadas con maravillosas molduras y con un remate en la parte central que dispone de un óculo, con una bella moldura, disponiendo de balaustre en el resto del peto de la azotea y remates en las esquinas.